# Auítzotl

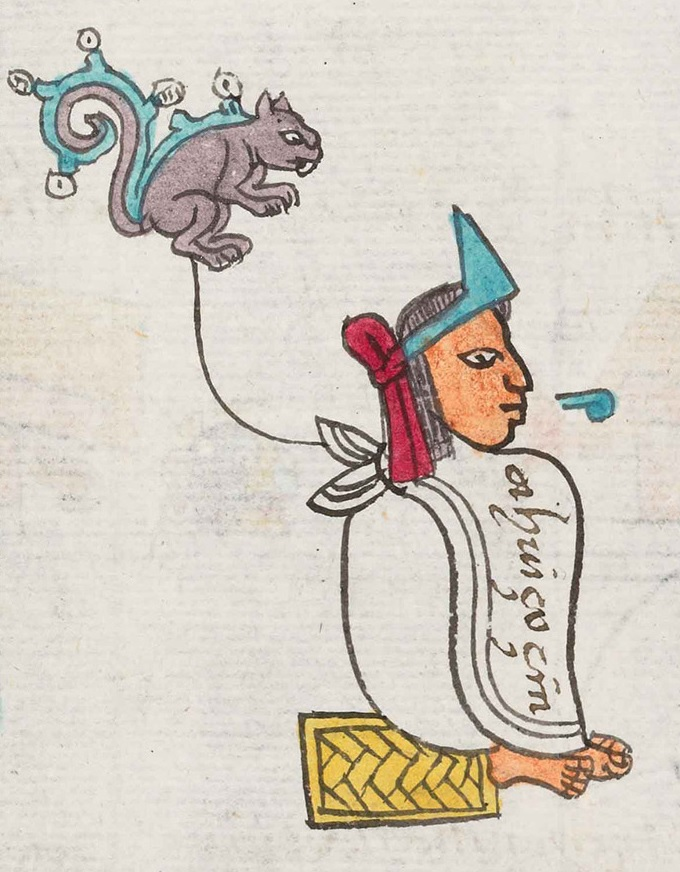
Auítzotl im Codex Mendoza (16. Jahrhundert)

Auítzotl (auch Ahuitzotl, aztekisch für ‚Wasserhund‘ Nahuatl aːˈwit͡sot͡ɬ  „Awisotl“; † 1502) war Herrscher der Azteken von 1486 bis 1502. Er war der Bruder seiner Vorgänger Tízoc und Axayacatl.

## Leben und Wirken
Die Azteken waren aus der Regierungszeit des Tízoc außenpolitisch geschwächt hervorgegangen. Dies zeigt sich in der Tatsache, dass die Oberhäupter der benachbarten Staaten die übliche Einladung zu den Thronbesteigungsfeiern anders als sonst scharf abwiesen. Ein anderes Anzeichen dafür ist, dass in den aztekischen Quellen Orte als Kriegsziele des Auítzotl genannt wurden, die von vorherigen Herrschern schon einmal erobert worden waren, etwa das Tal von Toluca. Es handelt sich dabei um Orte, die während der Regentschaft des Tízoc von den Azteken abgefallen waren.
Bei diesen Feldzügen wurde eine große Anzahl von Kriegern gefangen genommen, die bei der Neueinweihung des Templo Mayor geopfert wurden. Auítzotl nutzte die Feier als Demonstration der erstarkten Macht der Azteken und lud die Herrscher der Nachbarstädte dazu ein, die diesmal auch tatsächlich der Einladung nachkamen.
Nachdem alle abgefallenen oder wankelmütigen Gebiete erneut eingegliedert worden waren, ging Auítzotl gegen einige befestigte Städte vor, die die Tarasken entlang des Río Balsas errichtet hatten. Die aztekischen Krieger zerstörten sie fast vollständig; die Bevölkerung wurde beinahe komplett getötet. Im Anschluss daran wurden Familien aus Tlacopán und Texcoco angesiedelt, um die neue Grenze zu verteidigen. Danach, um die Jahrhundertwende, traten die Azteken den weitesten Feldzug ihrer Geschichte an, die Eroberung von Xoconochco an der heutigen mexikanisch-guatemaltekischen Grenze. Die neue Provinz lieferte nach ihrer Unterwerfung reiche Tributzahlungen in Form von Vogelfedern und Kakao nach Tenochtitlán. Es folgte die Unterwerfung der Stadt Huexotla (das heutige Huejutla im Bundesstaat Hidalgo) an der Golfküste, während der zeitgleich König Nezahualpilli von Texcoco die zuvor bereits kontrollierten Gebiete an der Golfküste weiter nach Süden ausdehnte. Ein Kriegszug gegen die Tlaxcalteken und die mit ihnen verbündeten Städte Cholula und Huexotzinco endete nahe der Siedlung Atlixco in einer schweren Niederlage für die Azteken. In dieser Schlacht fiel neben mehreren anderen Angehörigen des Adels auch Auítzotls Neffe Tlacahuepan, ein Sohn des Axayacatl.
In Tenochtitlán versuchte man 1498, eine Wasserquelle im Südwesten der Stadt durch einen Aquädukt nutzbar zu machen. Die Wasserleitung war allerdings überdimensioniert und überschwemmte Tenochtitlán mehrere Tage lang, das zu einem großen Teil zerstört wurde. Um den Wasserandrang zu stoppen, versuchte Auítzotl, die Götter durch die Opferung einiger Entdecker der Quelle zu beschwichtigen und ließ einen Teil des Aquädukts zerstören.
Noch während die Flut andauerte, erlitt Auítzotl in seinem Palast durch einen herabfallenden Dachbalken eine schwere Verletzung am Kopf und verlor den Überlieferungen zufolge seinen Verstand. Trotzdem blieb er bis zu seinem Tod im Jahre 1502 formal der Herrscher der Azteken. Da einige der Entdecker der Quelle Mitglieder des Staatsrates gewesen waren, wurde nicht wie normalerweise üblich der Sohn oder ein Bruder des bisherigen Herrschers zu seinem Vertreter und später zum tlatoani erklärt, sondern sein Neffe Moctezuma II., der seine Fähigkeiten als General bereits zuvor bewiesen hatte.

Die Expansion der aztekischen Herrschaftsbereich im 15. bis zum Beginn des 16. Jahrhunderts unter den einzelnen Regenten.
Itzcóatl (1427–1440)
Moctezuma I. (1440–1469)
Axayácatl (1469–1481)
Tízoc (1481–1486)
Auítzotl (1486–1502)
Moctezuma II. (1502–1519)